# Бача-бази

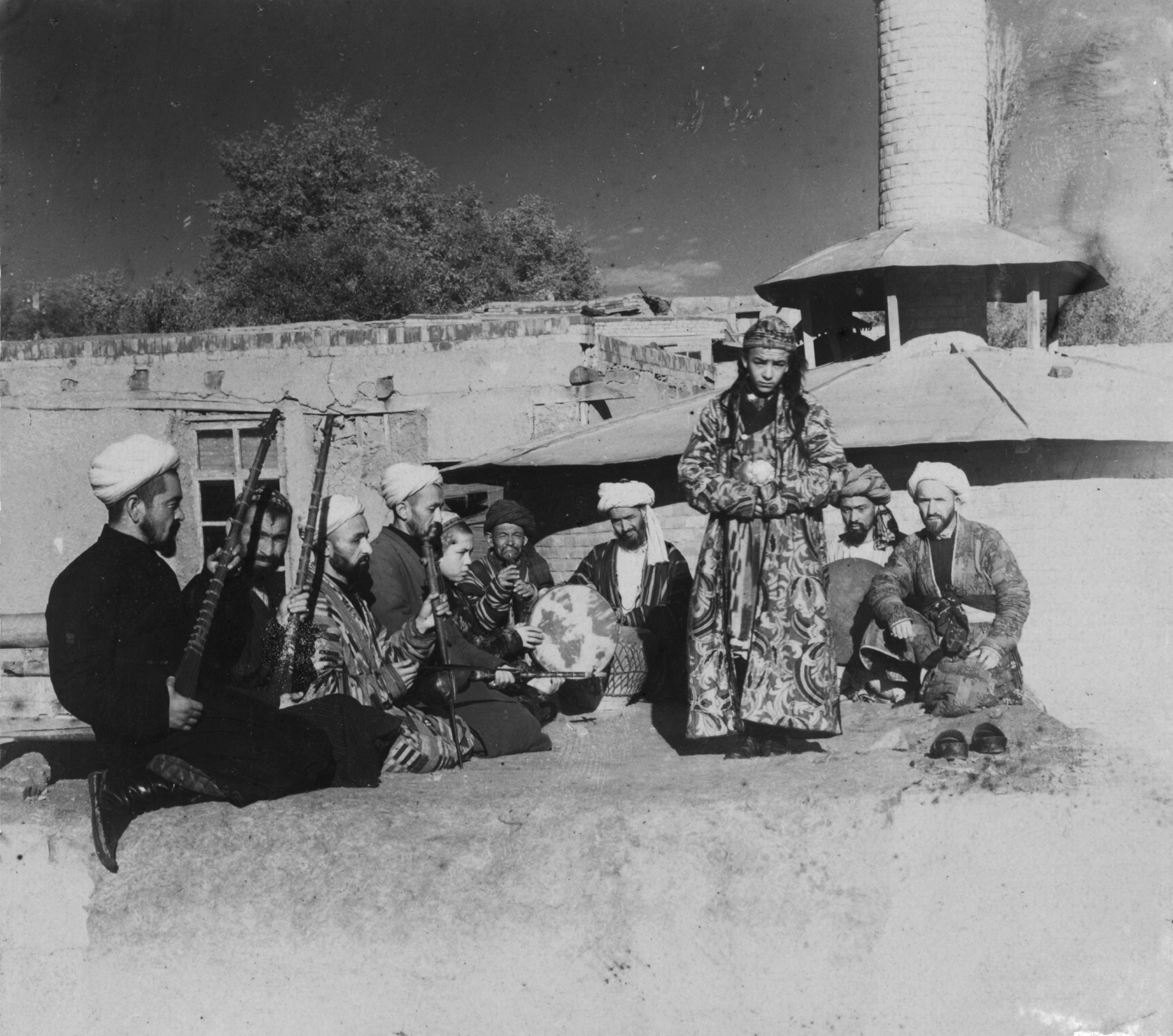
Танец бачи. Самарканд, ок. 1905—1915, фото Прокудина-Горского

Бача-бази (перс. بچه‌بازی, буквально означает «играть с мальчиками») — вид сексуального рабства и детской проституции, вовлекающий мальчиков допубертатного возраста в исполнение эротических танцев в женском образе перед клиентами, которые могут также «купить» исполнителя для сексуального удовлетворения. Основные регионы распространения «бача-бази» — Афганистан и Пакистан. В Афганистане бизнес по продаже бача-бази расцвёл после падения режима «Талибана» в начале 2000-х годов, многие мужчины держат бача-бази как показатель достатка и статуса. Эта практика незаконна и официально не существует, хотя в реальности широко распространена; многие заказчики — военные командиры, а полицейские зачастую являются соучастниками.
Для танцев выбирают привлекательных мальчиков с 11 лет, а для выступлений их наряжают в женскую одежду и подкладывают фальшивые груди. После достижения 19 лет бача-бази обычно освобождают, после чего они могут вести жизнь обычного мужчины, хотя стигма профессии остаётся с ними навсегда. Зачастую танцевать на публику начинают бедные и отвергнутые своими семьями мальчики, например, пережившие насилие, а также проданные своими семьями.

## История
Практика «бача-бази» появилась в регионе давно: в IX или X веке.
До Первой мировой войны она была более распространена, а затем в значительной мере сократилась, по крайней мере в крупных городах; историк танца Энтони Шэй считает, что причина, по которой это произошло, — неодобрение колониальных властей: Российской империи, Британской империи и Франции, а также постколониальных элит, разделяющих европейские ценности.
Несколько западных путешественников, бывавших в Центральной Азии, сообщали о бача-бази. С 1872 по 1873 годы в Туркестане проживал Юджин Скайлер, дипломат и путешественник. Он отмечал, что мальчиков учат танцевать как танцовщиц. Он считал, что танцы отнюдь не распутны, хотя зачастую неприличны. К этому моменту уже имелось некоторое недовольство властей практикой бача-бази. В конце XIX века наибольшую популярность танцующие мальчики снискали в Бухаре и Самарканде, а в годы Кокандского ханства публичное исполнение танцев было запрещено. В Ташкенте бача-бази процветали до эпидемии холеры в 1872 году: муллы тогда запретили эти танцы как противоречащие Корану и обратились с просьбой к российским властям, которые наложили официальный запрет на год. Скайлер сообщает также о том, что «бача» уважают и считают величайшими певцами и артистами.
Художник Василий Верещагин описывает эти обычаи в своих записках «Из путешествия по Средней Азии»:

Интереснейшая, хотя неофициальная и не всем доступная часть представления начинается тогда, когда официальная, то есть пляска и пение, окончилась. Тут начинается угощение батчи, продолжающееся довольно долго — угощение очень странное для мало знакомого с туземными нравами и обычаями. Вхожу я в комнату во время одной из таких закулисных сцен и застаю такую картину: у стены важно и гордо восседает маленький батча; высоко вздёрнувши свой носик и прищуря глаза, он смотрит кругом надменно, с сознанием своего достоинства; от него вдоль стен, по всей комнате, сидят, один возле другого, поджавши ноги, на коленях, сарты разных видов, размеров и возрастов — молодые и старые, маленькие и высокие, тонкие и толстые — все, уткнувшись локтями в колени и возможно согнувшись, умильно смотрят на батчу; они следят за каждым его движением, ловят его взгляды, прислушиваются к каждому его слову. Счастливец, которого мальчишка удостоит своим взглядом и ещё более словом, отвечает самым почтительным, подобострастным образом, скорчив предварительно из лица своего и всей фигуры вид полнейшего ничтожества и сделавши бату (род приветствия, состоящего в дёргании себя за бороду), прибавляя постоянно, для большего уважения, слово «таксир» (государь). Кому выпадет честь подать что-либо батче, чашку ли чая или что-либо другое, тот сделает это не иначе как ползком, на коленях и непременно сделавши предварительно бату. Мальчик принимает всё это как нечто должное, ему подобающее, и никакой благодарности выражать за это не считает себя обязанным.— Очерки, наброски, воспоминания В. В. Верещагина: с рисунками: Типография Министерства путей сообщения (А. Бенке), 1883.
После того как бача-бази вырастал и становился слишком взрослым для того, чтобы танцевать, его патрон часто помогал ему с работой.
В 1909 году два «бача-бази» выступали вместе с другими исполнителями на Центральноазиатской сельскохозяйственной, промышленной и научной выставке в Ташкенте. Заметив интерес и смех публики, несколько местных исследователей записали слова песен, которые исполняли бача-бази из Маргеланского уезда. Песни затем были опубликованы на «сартском языке» (узбекском) вместе с переводом на русский.
Материалы этнографических экспедиций свидетельствуют, что явления бача-бази отмечались на территории советской Средней Азии ещё и в конце 1920-х — начале 1930-х годов.

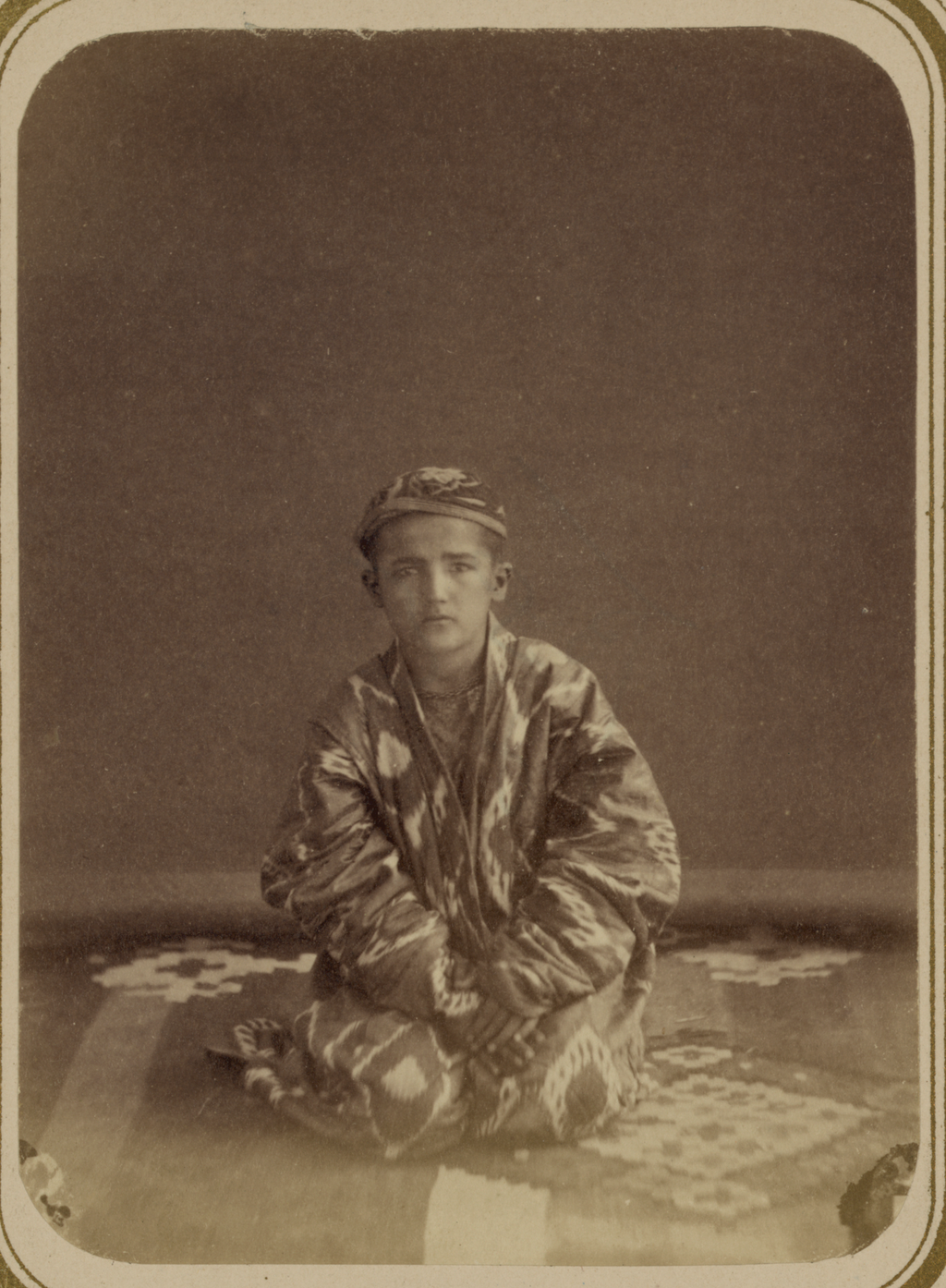
Бача. Фотография Александра Л. Куна, 1865—1872
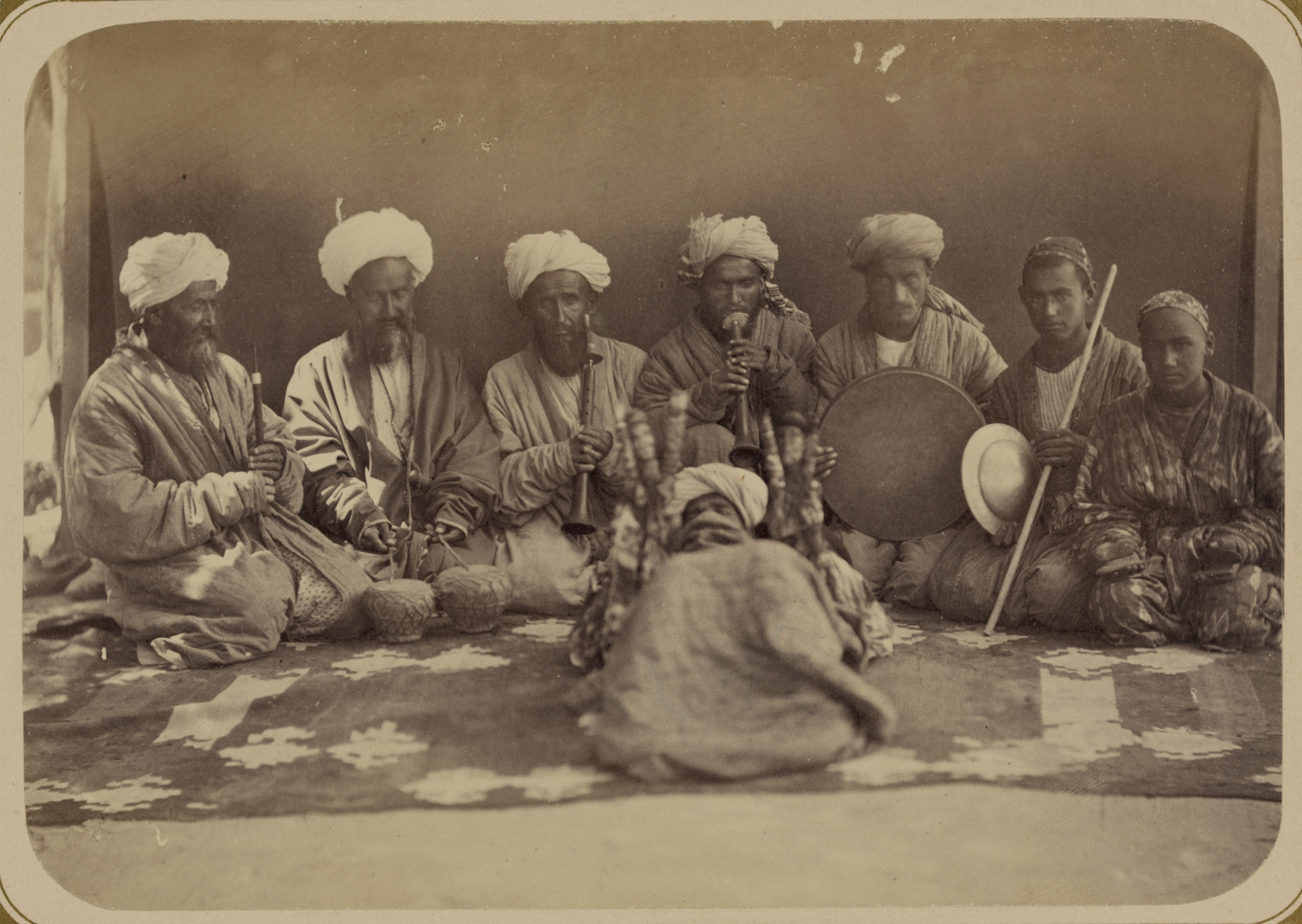
Ансамбль с бачой в южной части Центральной Азии, 1865—1872 гг. Музыканты играют на нагаре, сорне[англ.], дойре
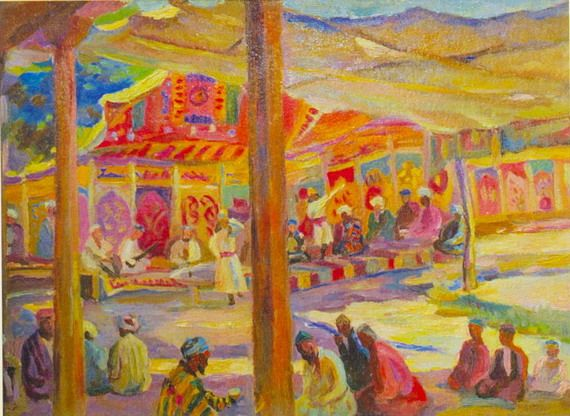
Танец бачей у палаток. Лев Бурэ (1887—1943)

### Современное состояние
Частично явление бача-бази вызвано строгостью афганских нравов в отношении общения между полами: мужчине запрещено говорить с женщиной, не являющейся близкой родственницей, до того, как он сделает ей предложение о свадьбе. В Афганистане распространена пословица «женщины — для детей, мальчики — для удовольствия», поэтому бача-бази могут жить вместе со своими «хозяевами» даже после женитьбы последних.
В 1996—2001 годах, в период первого правления талибов, бача-бази были строго запрещены из-за гомосексуального подтекста и исполнения запрещённой талибами музыки.
После падения режима талибов традиция бача-бази вновь расцвела. Особенно бача-бази распространены на севере страны. В Кабуле и других афганских городах компакт-диски и DVD-диски с бача-бази широко продаются в уличных киосках и тележках, обслуживая аудиторию, которая не может позволить себе содержание настоящего бача-бази, во многих кафе мужчины сидят, пьют чай и смотрят видео с танцующими мальчиками бача-бази.
Член афганского парламента Абдулхабир Учкун в интервью Би-би-си 2010 года сообщил, что количество бача-бази в предшествовавшие годы росло. Специальная представительница Генерального секретаря ООН по вопросам детства и вооружённых конфликтов выпустила в 2009 году обращение, в котором призывала покончить с практикой насилия над мальчиками. Наджибулла Кураиши, афганский журналист и режиссёр, при поддержке Королевского общества покровительства искусствам снял документальный фильм, вышедший на телевидении в рамках документального сериала Frontline 20 апреля 2010 года.
Исследование 2011 года, проведённое в Пакистане, было направлено на выяснение общих черт пакистанской практики «бача-бази» и узбекской, описанной в 1970-х годах исследовательницей Ингеборг Балдауф.
В 2020 году бача-бази продолжали существовать.
В 2021 году, после второго прихода талибов к власти, было объявлено, что на территории Исламского Эмирата Афганистан бача-бази будет караться смертной казнью.

## Освещение в СМИ
Афганский журналист Наджибулла Кураиши снял документальный фильм The Dancing Boys of Afghanistan («Танцующие мальчики Афганистана»), показанный в Великобритании в марте 2010 года, а в США — в апреле. Журналист The Huffington Post Николас Грэм назвал фильм одновременно очаровывающим и пугающим. Фильм получил приз Amnesty International UK Media Awards за лучший документальный фильм в 2011 году.
Революционная ассоциация женщин Афганистана выпустила официальное заявление, осуждающее бача-бази. Министерство обороны США наняло социолога и военную исследовательницу Анну-Марию Кардиналли для исследования бача-бази, так как патрули часто натыкались на пожилых мужчин, которые шли за руку с привлекательными мальчиками. Британские солдаты обнаружили, что мужчины пытались «приласкать» их, чего солдаты не поняли.
В романе и фильме «Бегущий за ветром» один из героев вынужден стать секс-рабом высокопоставленного талибского чиновника, который до того насиловал отца мальчика.
В декабре 2010 года WikiLeaks опубликовала данные, позже подтверждённые Анной-Марией Кардиналли, о том, что иностранные подрядчики Дайнкорп тратили деньги на бача-бази. Министр иностранных дел Афганистана Мохаммад Ханиф Атмар потребовал от американских военных проконтролировать Дайнкорп, однако посольство США заявило, что это «невозможно по юридическим причинам».
В 2011 году BBC World Service в передаче «Документальное кино» обратила внимание на возросшее количество случаев появления бача-бази.
В 2015 году газета The New York Times сообщила, что американские солдаты, служащие в Афганистане, были проинструктированы своими командирами игнорировать сексуальное насилие над детьми, совершаемое афганскими силами безопасности, за исключением тех случаев, «когда изнасилование используется в качестве оружия войны». Американские солдаты были проинструктированы не вмешиваться; в некоторых случаях, даже когда их афганские союзники издевались над мальчиками на военных базах, согласно интервью и судебным протоколам. Но американских солдат всё больше беспокоило, что, вместо того, чтобы избавляться от педофилов, военные вооружали их против талибов и назначали полицейскими комендантами в деревнях, почти не препятствуя насилию над детьми.
Согласно докладу, опубликованному в июне 2017 года Специальным генеральным инспектором по восстановлению Афганистана, американские военные сообщили о 5753 случаях «грубых нарушений прав человека» афганскими войсками, многие из которых были связаны с сексуальным насилием. Согласно The New York Times, по американскому закону после подобных действий военная помощь должна перестать предоставляться, но этого никогда не происходило. Офицер спецназа США капитан Дэн Куинн был освобождён от командования в Афганистане после ссоры с командиром афганского ополчения, который держал мальчика в сексуальном рабстве.
В СМИ стабильно освещаются случаи бача-бази, в том числе в течение 2016 и 2017 годов.